# رجل الدولة (حوار)
رجل الدولة (باليونانية: Πολιτικός)‏(باللاتينية: Politicus) هو حوار سقراطي كتبه أفلاطون. يصف النص محادثة بين سقراط، وعالم الرياضيات ثيودوروس، وشخص آخر يدعى سقراط (المشار إليه باسم «سقراط الشاب»)، وفيلسوف لم يسمى من إيليا يشار اليه باسم «الغريب» (ξένος، كسينوس). ومن الظاهر أنه كان محاولة للتوصل إلى تعريف «رجل الدولة» بدلا من «السفسطائي» أو «الفيلسوف»، كما يرد في حوار السفسطائي.
يرى الباحث جون كوبر أن النية من الحوار كانت توضيح أن الحكم أو القوة السياسية يتطلبان معرفة خاصة. ورجل الدولة هو الذي يمتلك هذه المعرفة الخاصة لكيفية الحكم بالعدل والاقتدار وأن يضع مصالح المواطنين داخل قلبه. وعليه يجب أن تحكم السياسة بهذه المعرفة، أو الغنوص. يتعارض هذا الادعاء مع ما يشيره الغريب بشأن الذين يحكمون فعلا. حيث لايظهر الذين يحكمون أنهم يمتلكون هذه المعرفة، ولكن في النهاية فإنهم في الواقع سفسطائيون أو مقلدون. حيث يقول الغريب، أن السفسطائي هو الذي لا يعرف الشيء الصحيح الذي ينبغي عمله، ولكن يظهر فقط للآخرين أنه يعرف. ويرى الغريب أن الوصول إلى معرفة القوة يتم من خلال الانقسامات الاجتماعية. يبذل الزائر جهدا كبيرا ليكون محددا حول ماهية الحاجة للانقسامات ليتم حكم المواطنين بشكل صحيح.